# Fulvio Scola
Fulvio Scola (Agordo, 10 december 1982) is een Italiaanse langlaufer.

## Carrière
Scola maakte zijn wereldbekerdebuut in december 2003 in Toblach, in januari 2007 scoorde hij in Otepää zijn eerste wereldbekerpunten. In december 2010 stond hij in Düsseldorf voor de eerste maal in zijn carrière op het podium van een wereldbekerwedstrijd.
Scola nam in zijn carrière tweemaal deel aan de wereldkampioenschappen langlaufen. Zijn beste resultaat, achtste op de sprint, behaalde hij op de wereldkampioenschappen langlaufen 2009 in Liberec.

## Resultaten

### Wereldkampioenschappen
| Jaar | Plaats  | Resultaten                                               |
| ---- | ------- | -------------------------------------------------------- |
| 2009 | Liberec | 8e Sprint (vrije stijl) 13e Teamsprint (klassieke stijl) |
| 2011 | Oslo    | 43e Sprint (vrije stijl) 41e 15 km (klassieke stijl)     |

### Wereldbeker

#### Eindklasseringen
| Seizoen   | Algm | DI  | SP  | TdS |
| --------- | ---- | --- | --- | --- |
| 2006/2007 | 103e | 61e | -   | 46e |
| 2007/2008 | 151e | 89e | -   | -   |
| 2008/2009 | 79e  | 78e | 43e | -   |
| 2010/2011 | 24e  | 94e | 5e  | -   |